# Sultan
| Sultan |
| --- |
| Hussein Kamil, Egyptens sultan 1914-1917. - Betydelse – muslimsk härskartitel - Bakgrund – Koranens idé om "andlig härskare"; Mahmud av Gazna 998–1030 - Nutida användning – Bruneis och Omans suveräna monarker; Malaysias och Yogyakartas underlydande sultaner |

Sultan (arabiska: سلطان, sulṭān; ursprungligen med betydelsen ”herravälde”) är en muslimsk härskartitel. I Koranen beskrivs sultanen som innehavare av andlig makt och Guds skugga på jorden. Den härskare som enligt traditionen är att betrakta som sultan har förutom världslig makt även religiös auktoritet över muslimerna inom sitt herravälde. Detta ska dock inte uppfattas som att sultanen är en religiös lärare. En sultans rike kallas sultanat.

## Historik
Den förste härskare som bar titeln var den afghanske härskaren Mahmud av Gazna 998–1030 i östra Afghanistan. Därefter utvecklades den till en personlig regenttitel hos seldjukerna, från år 1055.
Sultantiteln var länge förhållandevis exklusiv och förlänades ofta av kaliferna, varefter användandet spreds vidare.
Titeln har sedan använts i bland annat Osmanska riket (fram till 1922), Indien och Egypten. 1856 till 1964 fanns sultanatet Zanzibar. I Marocko var monarkens titel sultan tills 1957, då Mohammed V ändrade sin titel till kung.
Det finns idag två stater som är suveräna sultanat: Brunei och Oman. Därutöver finns underlydande sultanat i Malaysia och i Yogyakarta på Java.

## Regentlängder
Osmanska riket
- Se Osmanska dynastin

Indien
- Se Delhisultanatet
  - Mamlukerna (1211–1290)
  - Khaldji (1290–1320)
  - Tughlaq (1320–1413)
  - Sayyiderna (1414–1451)
  - Lodhi (1451–1526)

Egypten
- Hussein Kamil (1914–1917)

Marocko
- Ismail av Marocko (1672–1727)
- Mulai Hasan I av Marocko (1873–1894)
- Abdelaziz av Marocko (1894–1908)

Brunei
- Se Lista över Bruneis sultaner
- Hassanal Bolkiah Mu'izzadin Waddaulah (1946–)

Oman
- Se Lista över Omans sultaner